# KView
KView é um software livre utilizado para exibir imagens, desenvolvido para o ambiente KDE no Linux. 
O software utiliza as bibliotecas KParts do KDE para decodificar e exibir as imagens na tela do computador.